# Karel Miljon
Karel Leendert Miljon (ur. 17 września 1903 w Amsterdamie, zm. 8 lutego 1984 w Bennebroek) – holenderski bokser, medalista olimpijski, wicemistrz Europy.
Debiutował na Igrzyskach Olimpijskich w Paryżu w 1924 roku, w kategorii półciężkiej. W swoim drugim występie w Igrzyskach Olimpijskich w Amsterdamie 1928 roku, wywalczył brązowy medal w tej samej wadze.
Startując w Mistrzostwach Europy w Sztokholmie 1925 roku, został brązowym medalistą w wadze półciężkiej. Tytuł wicemistrza Europy wywalczył w Berlinie 1927 roku, w tej samej kategorii wagowej.